# Борут Шукље
Борут Шукље (Љубљана, 1958 — 19. јун 2022) био је словеначки политичар, дипломата и колумниста.

## Биографија
Дипломирао је филозофију и компаративну књижевност на Факултету уметности Универзитета у Љубљани 1984. године. На почетку каријере је предавао филозофију и социологију у средњим школама. Године 1990. године на листи Социјалистичке партије Словеније изабран у Народну скупштину. Шукље је касније постао члан ЛДС-а.
Од 1990. до 1992. био је на функцији програмског директора ТВ Словеније, а од 1992. до 1994. директор тадашње Владине канцеларије за информисање.
Од 1994. до 1996. био је министар културе, од 1996. до 1999. генерални секретар Владе Јанеза Дрновшека, а од 1999. до 2001. министар унутрашњих послова.
Службовао је као словеначки амбасадор у Београду од 2001. до 2005. године.
Био је активни коментатор актуелних дешавања у међународној заједници. Објављивао је бројне колумне, укључујући и на свом сајту.
Радио је као политички консултант специјализован за питања југоисточне Европе и западног Балкана.
Написао је књигу о 25. марту 1991. године и састанку Слободана Милошевића и Фрање Туђмана у Карађорђеву.